# Texas Country
Texas Country (auch Texas Music genannt) ist der Name eines im US-Bundesstaat Texas beheimateten Country-Musik-Subgenres, das sich parallel zum in Oklahoma populär gewordenen Red Dirt entwickelt hat.

## Definition und Abgrenzung
Die Unterscheidung zwischen Red Dirt und Texas Country fällt selbst den Interpreten schwer, denn die beiden Musikstile haben großen Einfluss aufeinander. Der offensichtlichste Unterschied ist die Herkunft beider. Während die Red-Dirt-Musik vor allem seit den 1980er Jahren in Stillwater, Oklahoma durch Sänger wie Bob Childers, Jimmy LaFave und Mike McClure geprägt wurde, ist der Texas Country im namensgebenden Bundesstaat beheimatet. Teilweise wird zwischen den Subgenres gar kein Unterschied gemacht, und der Musikstil wird unter „Red Dirt/Texas Country“ zusammengefasst.

## Geschichte
Seine frühen Ursprünge hat das Genre in der Outlaw-Bewegung der 1960er und 70er-Jahre, die Stars wie Willie Nelson oder Waylon Jennings berühmt machte. Ähnlich wie in der Red-Dirt-Szene wurden auch im Texas Country die 1990er-Jahre zum Höhepunkt vieler Karrieren. Während dieser Zeit veröffentlichte die Generation nach der Outlaw-Bewegung um Robert Earl Keen, Pat Green oder Cory Morrow eine Vielzahl an Alben, die es in die Countrycharts schafften und teilweise die hinteren Plätze der Billboard 200 erreichten.
Die „Texas Music Charts“ listen die 50 meistgespielten Texas Country- und Red-Dirt-Songs der Woche auf.

## Bedeutende Interpreten
| - Bruce Robison (aktiv seit 1996) - Charlie Robison (seit 1996) - Cory Morrow (seit 1997) - Hayes Carll (seit 2002) - Joe Ely (seit 1970) - Kevin Fowler (seit 2000) |  | - Pat Green (seit 1995) - Radney Foster (seit 1986) - Randy Rogers Band (seit 2000) - Ray Wylie Hubbard (seit 1965) - Robert Earl Keen (seit 1984) - Wade Bowen (seit 2000) |